# الدوري المنغولي لكرة القدم 2000
الدوري المنغولي لكرة القدم 2000 هو موسم من الدوري المنغولي لكرة القدم. فاز فيه نادي إركيم.